# Никола Левенов
Никола Костадинов Левенов е български мореплавател, капитан далечно плаване.

## Биография
Роден е в Разлог на 24 май 1942 г. Командва българския океански траулер „Буревестник“ на ДСО „Океански риболов“ от 4 ноември 1971 до 1 март 1999 г. „Буревестник“ извършва риболов в антарктически води край остров Кергелен от декември 1974 до февруари 1975 г. Българските моряци откриват и описват ледника Буревестник , който по-късно получава името на кораба.
На 19 май 2015 г. скалист морски нос на полуостров Пастьор на остров Брабант в Антарктика е наречен на името на капитан Левенов – Левенов нос. Капитан Левенов почива на 19 февруари 2007 г. във Варна.